# 서강사
서강사(西岡祠)은 전북특별자치도 김제시 금구면 서도리에 있는 애국지사 장태수의 사당이다. 2000년 6월 23일 전라북도의 문화재자료 제157호로 지정되었다.
장태수 선생은 조선 후기의 문신이자 순국지사이다. 철종 12년(1861) 문과에 급제하여 예조정랑, 사헌부지평 등 여러 벼슬을 지냈고 고종 32년(1895) 단발령이 내려지자 벼슬을 버리고 스스로 남강거사라 하였다. 1910년 일본이 합병하자 불충과 불효의 죄를 씻는다고 단식하여 24일만에 순국하였다.

## 개요
이 사당은 대한제국말 충신 장태수를 모시고 제사지내는 곳으로, 1935년 인동 장씨 집안에서 세웠다. 장태는 현종 7년(1841년)에 이곳에서 태어나 과거에 합격하여 벼슬길로 나갔다.
고종 때 늙으신 아버지를 봉양하고자 벼슬에서 물러났다가 부친 사후 다시 관직에 나가 선정을 베풀었다. 일본의 만행이 심해지자 새로운 인재를 양성할 목적으로 이곳에 신명학교를 세웠다.
1910년 나라가 망하고 학교가 폐교되자 장태수는 통곡하며 단식에 들어갔다. 이 건물은 조선후기 목조 건축의 기법을 잘 계승한 건물로, 구조도 매우 짜임새가 있다.

## 같이 보기
- 신명학교

## 참고 자료
- 서강사 - 국가유산청 국가유산포털